# 吳乃光

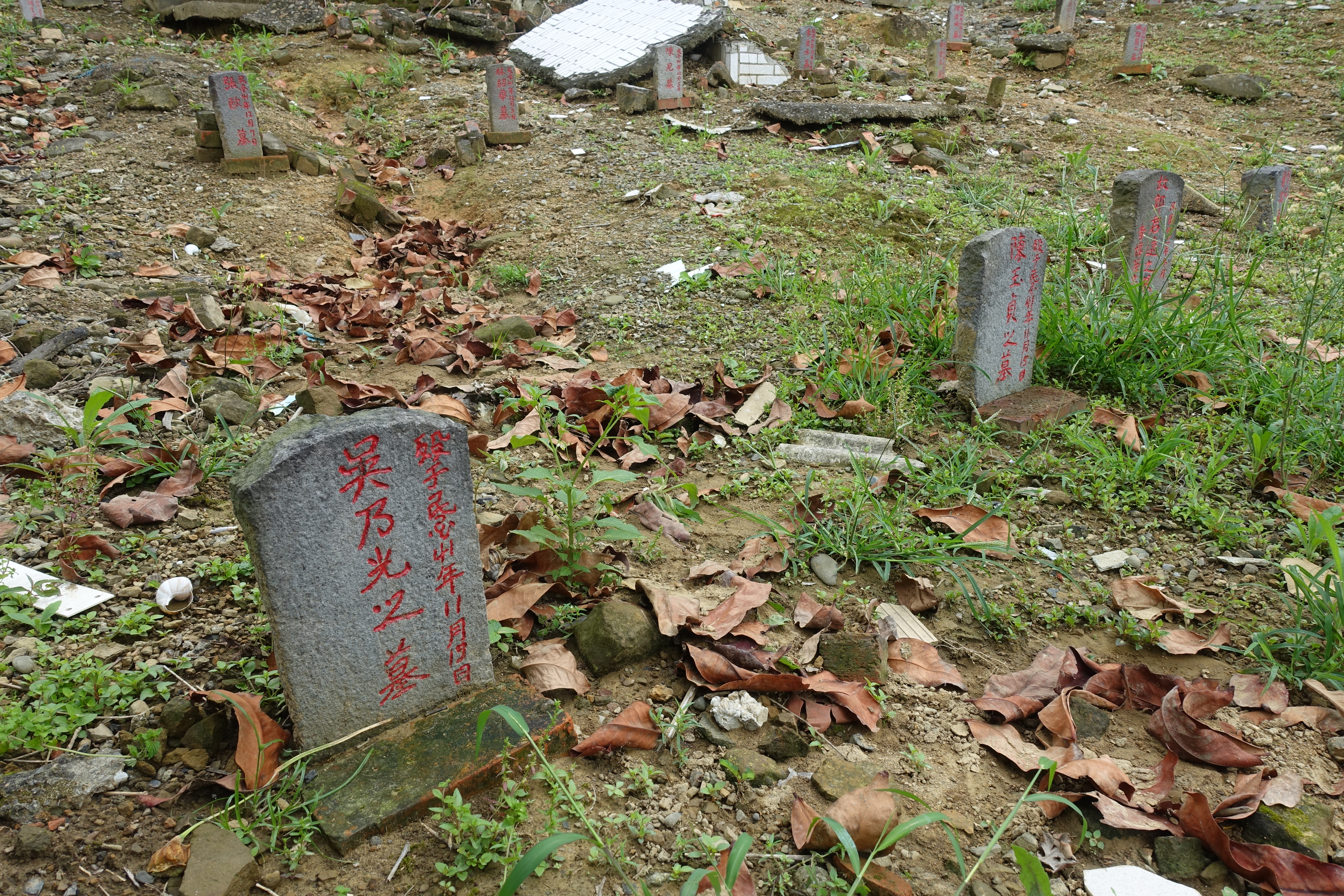
吳乃光、陳玉貞之墓，位於台北六張犁戒嚴時期政治受難者墓區

吳乃光（1920年—1952年11月19日），中國廣東省豐順縣人，中國共產黨員，台灣白色恐怖時期受害者。

## 經歷
1941年於安徽隰縣加入中國共產黨地下組織，1942至1945年間活躍於江西省興國縣及福建省大田縣等地，吸收青年學子加入共產黨，並協助組織農、工、學運小組。吳乃光抵台後先安身在黃榮燦位於台北市北門町住處，1947年覓得嘉義農業職業學校（嘉義農校）教職，期間結識同校教員陳玉貞。1948年因病離職，引薦友人郭遠之進入嘉義農校接替其教職，病癒後前往屏東開「愛智書店」，繼續從事宣傳工作，女友陳玉貞則進入屏東師範學校擔任教員。
1949年《懲治叛亂條例》施行之後，中華民國進入白色恐怖時代，當局大肆搜捕潛伏台灣的地下黨員。由於「知匪不報」會受牽連遭判重罪，1951年底吳乃光遭族弟吳執中檢舉，屏東縣憲兵隊循線逮捕吳乃光、陳玉貞、任教於嘉義農校的共產黨員郭遠之、張南（吳乃光友人，新生報記者，吳乃光捐募）、柯發仁（國民兵隊隊附，為吳乃光覓址開設書店）、張吉甫（第一屆國民大會代表）。吳乃光又供稱自己1946年奉中共中央華南分局指示，前往台灣與版畫家黃榮燦取得聯繫，進行文化工作，憲警遂擴大偵辦，前往台北逮補任教於台灣師範學院的黃榮燦。六人遭移送國防部軍法局審訊。1952年11月11日吳乃光、陳玉貞、黃榮燦、郭遠之四人以「意圖顛覆政府」罪名被宣判死刑，吳乃光於同月19日遭槍決於水源地刑場，葬於六張犁亂葬崗。

## 紀念
2013年10月北京西山國家森林公園的無名英雄廣場上立有無名英雄紀念碑，為紀念來台灣在1950年代被處決「隱避戰線烈士」而設立，吳乃光被銘刻於紀念碑上，為中共國家安全部追認之中華人民共和國烈士。